# Trzepowo (województwo mazowieckie)
Trzepowo – wieś w Polsce położona w województwie mazowieckim, w powiecie pułtuskim, w gminie Pokrzywnica. Ma status sołectwa.
Wieś duchowna położona była w drugiej połowie XVI wieku w powiecie serockim ziemi zakroczymskiej województwa mazowieckiego. W 1785 roku wchodziła w skład klucza trzepowskiego biskupstwa płockiego. W latach 1975–1998 miejscowość położona była w województwie ciechanowskim.

## Demografia
Dane za rok 2009:
| Opis      | Ogółem | Ogółem | Kobiety | Kobiety | Mężczyźni | Mężczyźni |
| --------- | ------ | ------ | ------- | ------- | --------- | --------- |
| jednostka | osób   | %      | osób    | %       | osób      | %         |
| populacja | 167    | 100    | 81      | 48,5    | 86        | 51,5      |